# Sofia Aparício
Pour les articles homonymes, voir Aparicio.
Sofia Aparício, née le 2 juin 1970 à Viana do Castelo, est un modèle et actrice portugaise.

## Filmographie
- 1995 : A Mulher do Sr. Ministro (TV)
- 1995 : A Dama das Camélias (TV) : Margarida Gautier
- 1997 : Triple Alliance (Não Há Duas Sem Três) : Manuela
- 1998 : Médico de Família (TV) : Tina
- 1998-1999 : Uma Casa em Fanicos (TV) : Xana
- 2000 : Sra. Ministra (TV) : Vera
- 2000 : Super Pai (TV) : Mafalda
- 2002 : Um Estranho em Casa (TV) : Laura
- 2002 : Fúria de Viver (TV) : Cristina
- 2003 : A Filha (La fille) : la présentatrice
- 2003 : Rádio Relâmpago (TV) : Mariana Saavedra
- 2003 : I'll See You in My Dreams : Ana, la femme de Lúcio
- 2005 : Noite Branca
- 2005 : Ninguém Como Tu (TV) : Margarida 'Guida' Martins
- 2007 : Vingança (TV) : Ermelinda Luz
- 2006-2008 : Aqui Não Há Quem Viva (TV) : Bia
- 2009 : Contrato : Mónica Thanatos
- 2008-2009 : Rebelde Way (TV) : Pipa
- 2010 : Cidade Despida (TV)
- 2010 : Mystères de Lisbonne : Condessa de Penacova
- 2011 : E o Tempo Passa : Teresa